# Schönsee
Schönsee är en stad i Landkreis Schwandorf i Regierungsbezirk Oberpfalz i förbundslandet Bayern i Tyskland.
Staden ingår i kommunalförbundet Schönsee tillsammans med kommunerna Stadlern och Weiding.